# La Iguala
La Iguala é uma cidade hondurenha do departamento de Lempira.